# 1661 в Україні

## Пам'ятні дати та ювілеї
- - 20 січня у Львові засновано університет. Нині це Львівський університет імені І. Я. Франка.

## Події
- 16 травня створений Якимом Сомком Кременчуцький козацький полк з частини територій суміжних полків задля посилення лівобережного гетьманату після першого розподілу держави Б.Хмельницького.

## Особи

### Призначено, звільнено
- Іван Донець (*?—1648-71 — ?) - знову фігурує як полковник Охтирського слобідського козацького полку[1].

### Померли
- Савка Андрій (13 грудня 1619, Стебник (Словаччина), Лемківщина, Австро-Угорщина (сучасна Словаччина) — 1661 Мушина, сучасна Польща) — лемківський «Робін Гуд» (розбійник), герой фольклору.

## Засновані, зведені
- Костянтівка
- Климківці
- Косаківка
- Перервинці